# توفند ویلما
توفند ویلما؛ (انگلیسی: Hurricane Wilma)، شدیدترین توفندی است که تاکنون در حوضهٔ اقیانوس اطلس (آتلانتیک)، ثبت شده‌است و دومین طوفان موسمی گرمسیری؛ پس از طوفان پاتریشیا در سال ۲۰۱۵ است که در نیمکرهٔ غربی ثبت شده‌است. بخشی از فصل رکورد شکن طوفان فصلی آتلانتیک ۲۰۰۵، که شامل سه مورد از ده طوفان شدید آتلانتیک تا کنون (به همراه # ۴ ریتا و # ۷ کاترینا)، توفند ویلما بیست و دومین طوفان بود، سیزدهمین طوفان، ششمین طوفان بزرگ، طوفان دستهٔ ۵ و چهارمین طوفان مخرب فصل ۲۰۰۵ بود. یک تندباد دریایی در ۱۵ اکتبر در دریای کارائیب در نزدیکی جامائیکا تشکیل شد، به سمت غرب حرکت کرد و دو روز بعد تا درجهٔ یک طوفان موسمی گرمسیری شدت گرفت که ناگهان به سمت جنوب چرخید و ویلما نام گرفت. ویلما به تقویت خود ادامه داد و سرانجام در ۱۸ اکتبر توفند تبدیل شد. اندکی پس از آن، شدت انفجاری آن رخ داد و تنها در ۲۴ ساعت، ویلما با سرعت باد ۱۸۵ مایل در ساعت (۲۹۸ کیلومتر در ساعت) به یک طوفان رده ۵ تبدیل شد.